# 市中区 (内江市)
市中区（しちゅう-く）は中華人民共和国四川省内江市に位置する市轄区。

## 行政区画
- 街道:城東街道、城南街道、城西街道、玉渓街道、牌楼街道、楽賢街道
- 鎮:白馬鎮、史家鎮、凌家鎮、朝陽鎮、永安鎮、全安鎮、靖民鎮

## 交通

### 鉄道
- 中国鉄路総公司
  - 中国鉄路成都局集団公司
    - 成渝線（成都方面）- 史家郷駅 - 内江駅 - 内江東駅（中国語版） -（重慶方面）
    - 内昆線 内江駅 - 内江南駅（中国語版） - 凌家場駅（中国語版） -（六盤水方面）

道路
高速道路
- 成渝高速道路（中国語版）
- 銀昆高速道路
- 内栄高速道路（中国語版）（S20 内威栄高速道路）

## 健康・医療・衛生
- 内江市市中区人民医院
- 内江市第三人民医院
- 内江市中医院
- 内江市交通医院